# 기술적 한계
기술적 한계는 보통 공학 분야에서 이론적으로는 가능하지만 현재의 기술로 구현하기에는 너무 크거나 작아서 어려운 경우, 지나치게 복잡하여 비용이나 시간이 너무 많이 필요한 경우 등을 일컫는 말이다.